# Pantanal

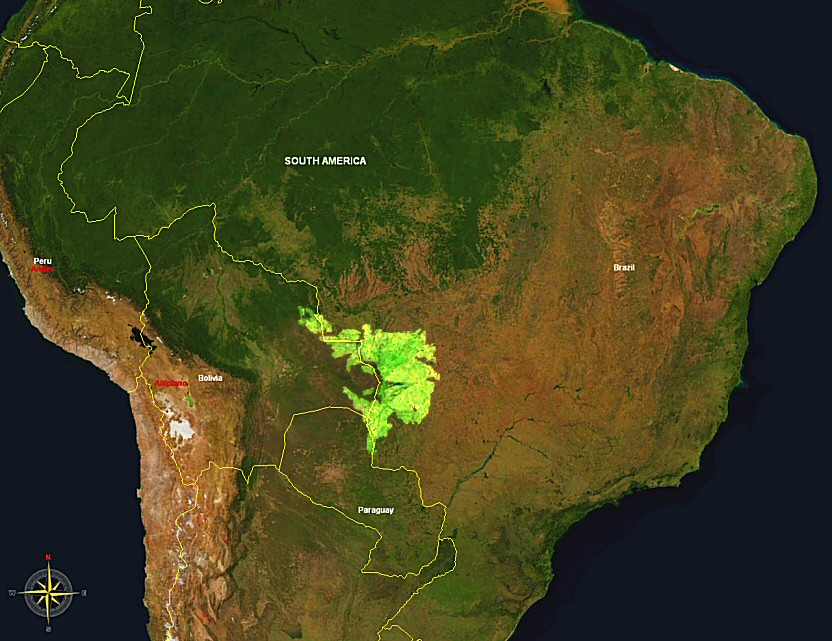
Intinderea Pantanal pe teritoriile Braziliei, Boliviei și Paraguay

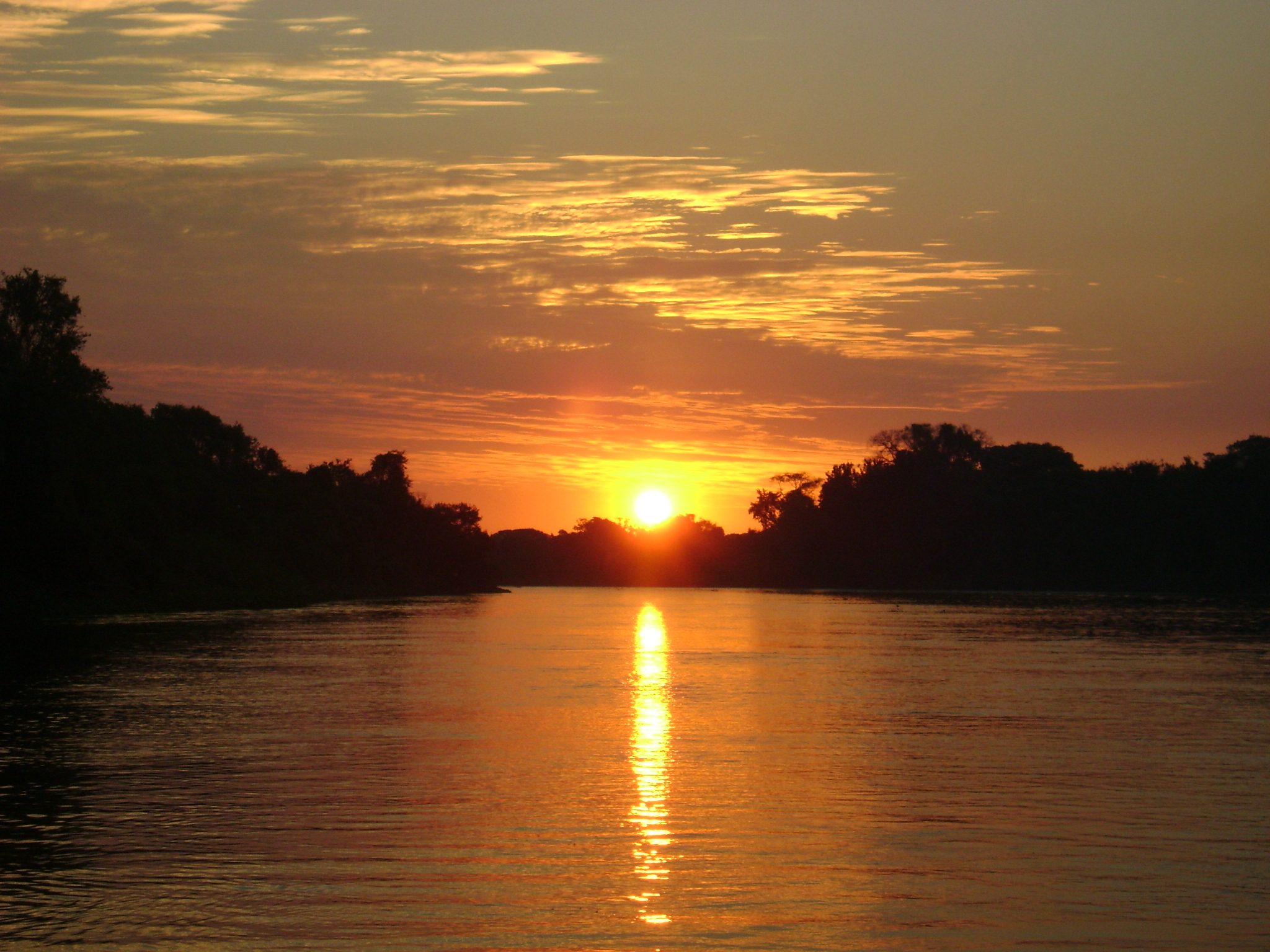
Apus se soare în Pantanal (lunile Iulie/August)

Pantanal este o zonă tropicală cu sol spongios din America de Sud, cea mai mare parte fiind situată în statele braziliene Mato Grosso do Sul, de asemenea se întinde și pe teritoriul Boliviei și Paraguayului. Este o zonă alcătuită dintr-o varietate de regiuni de câmpii inundate, fiecare cu caracteristici diferite de hidrologie, geologie și ecologice; de fapt până la douăsprezece din aceste ecosisteme hidrologice au fost definite (RADAMBRASIL 1982). În total Pantanalul acoperă între 140.000 și 195.000 kilometri pătrați, fiind cea mai întinsă zonă de sol spongios din lume. 
Peste 80% din câmpiile inundate ale Pantanalului sunt scufundate în timpul sezonului ploios, alimentând una din colecțiile de plante acvatice cele mai diferite din punct de vedere biologic ale lumii. Are și de asemenea multe specii de animale. 
Este umbrită foarte des de alăturata Pădure Tropicală a Amazonului, dar este în mod egal un important ecosistem.
Numele „Pantanal” vine din cuvântul portughez pantanao însemnând „mlaștină”. 

## Orașele principale din regiunea Pantanal
- Aquidauana
- Cáceres
- Corumbá
- Coxim
- Miranda
- Poconé
- Barão de Melgaço

## Fotogalerie

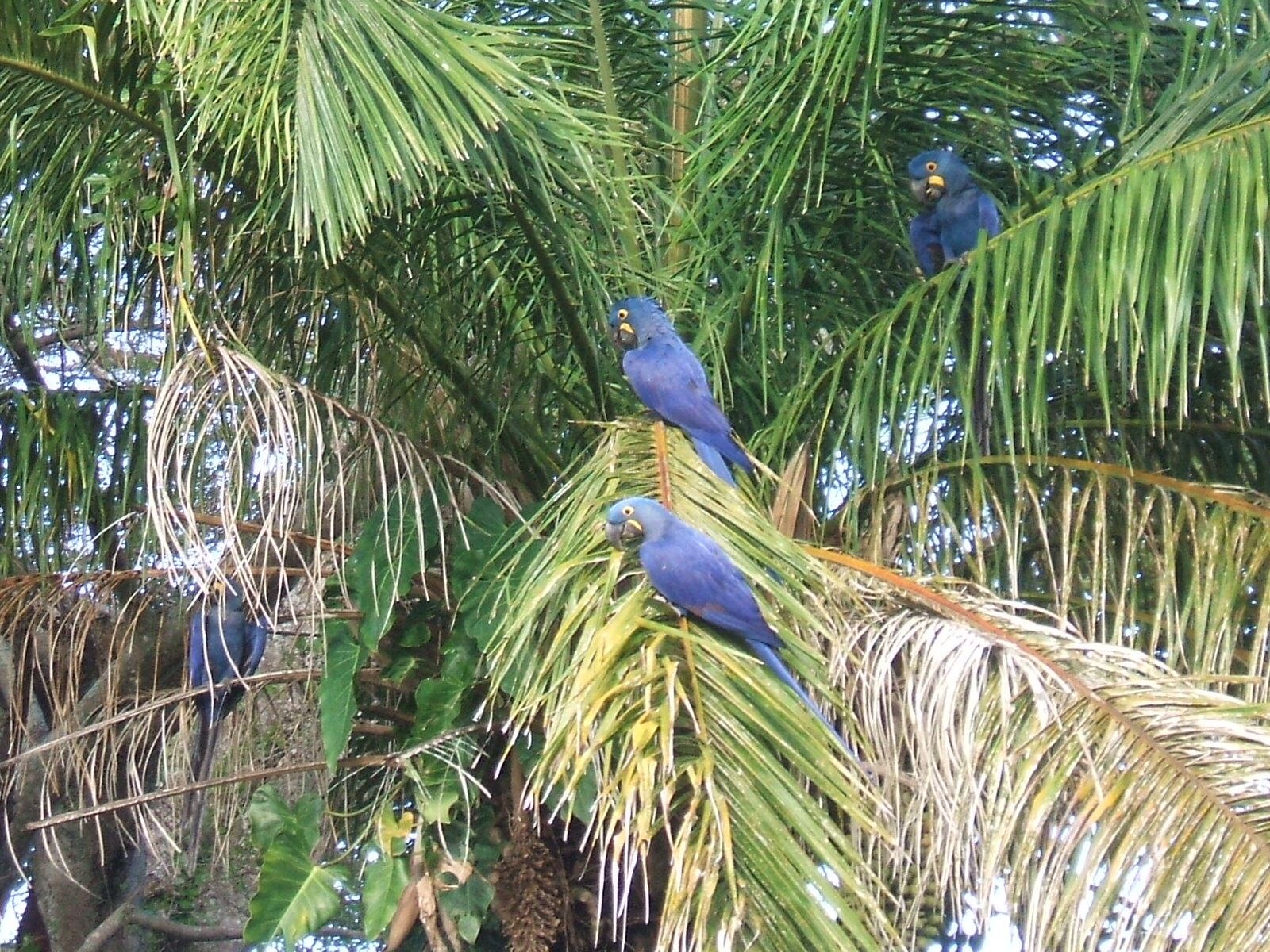
Papagali-zambile
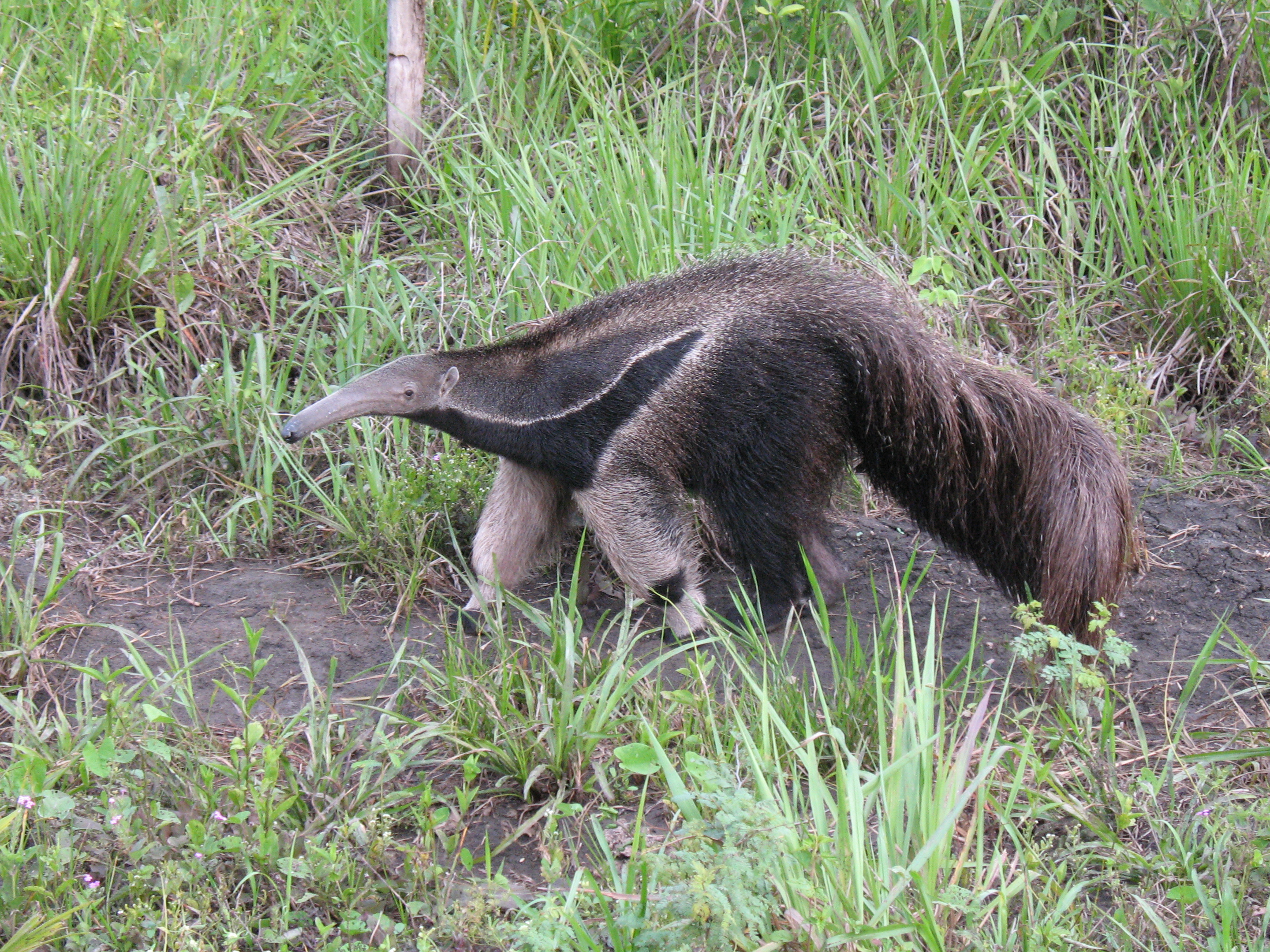
Furnicar mare
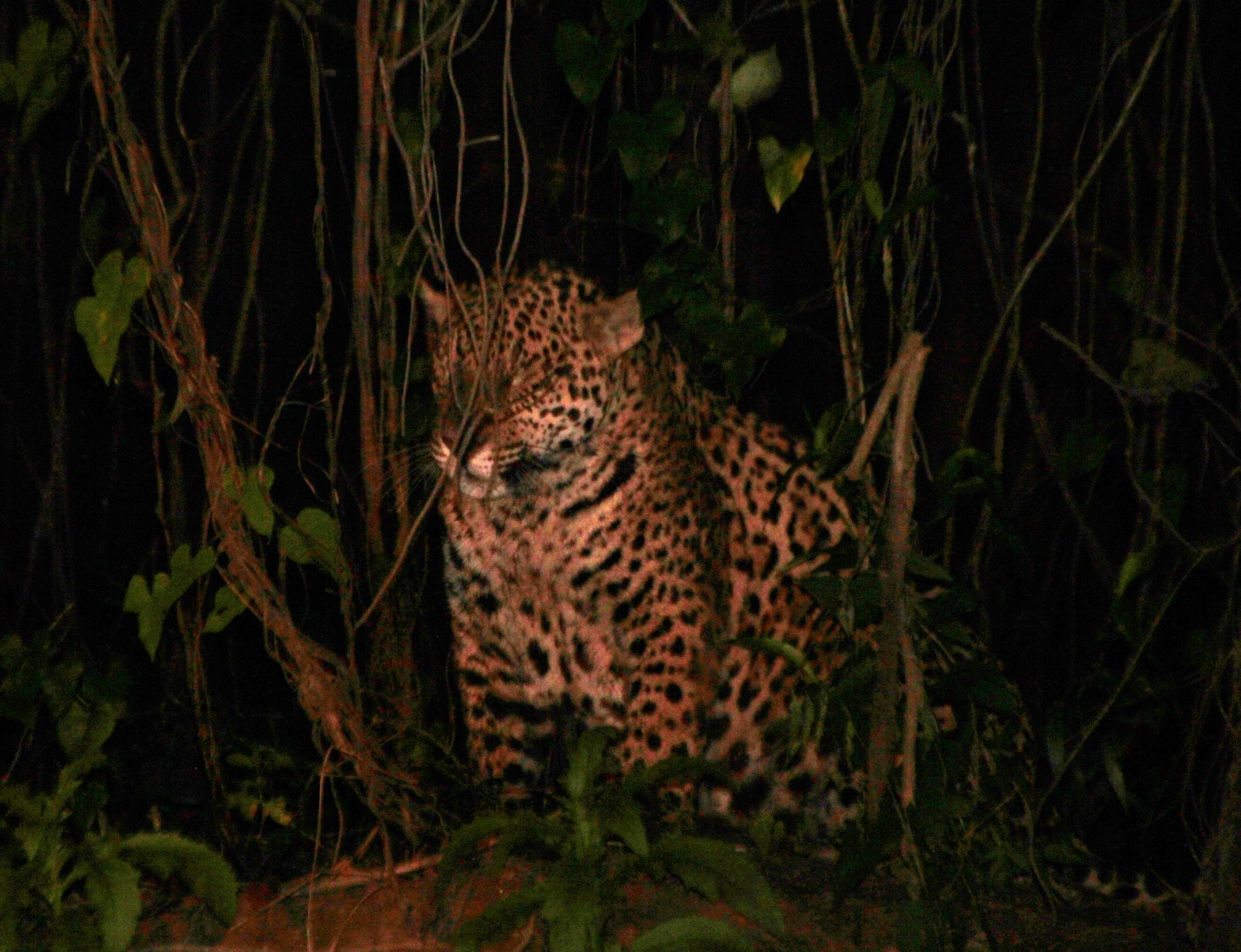
Jaguar
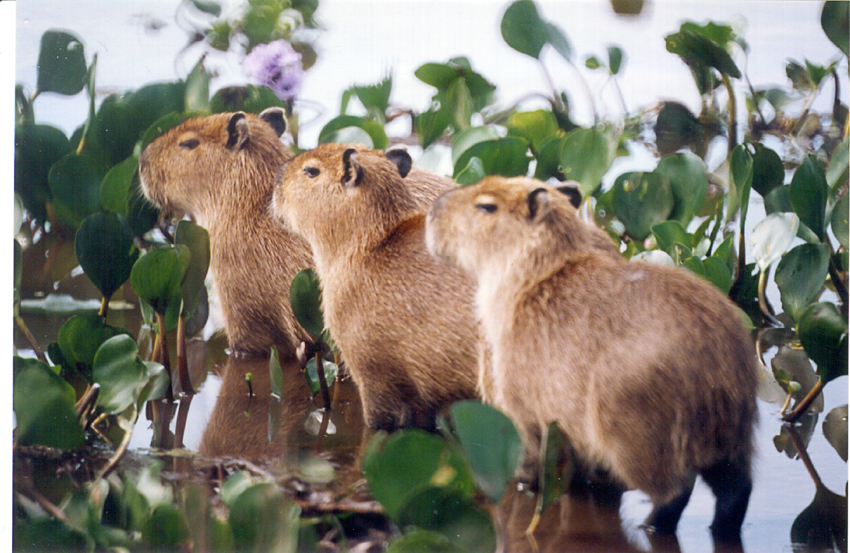
Capibare
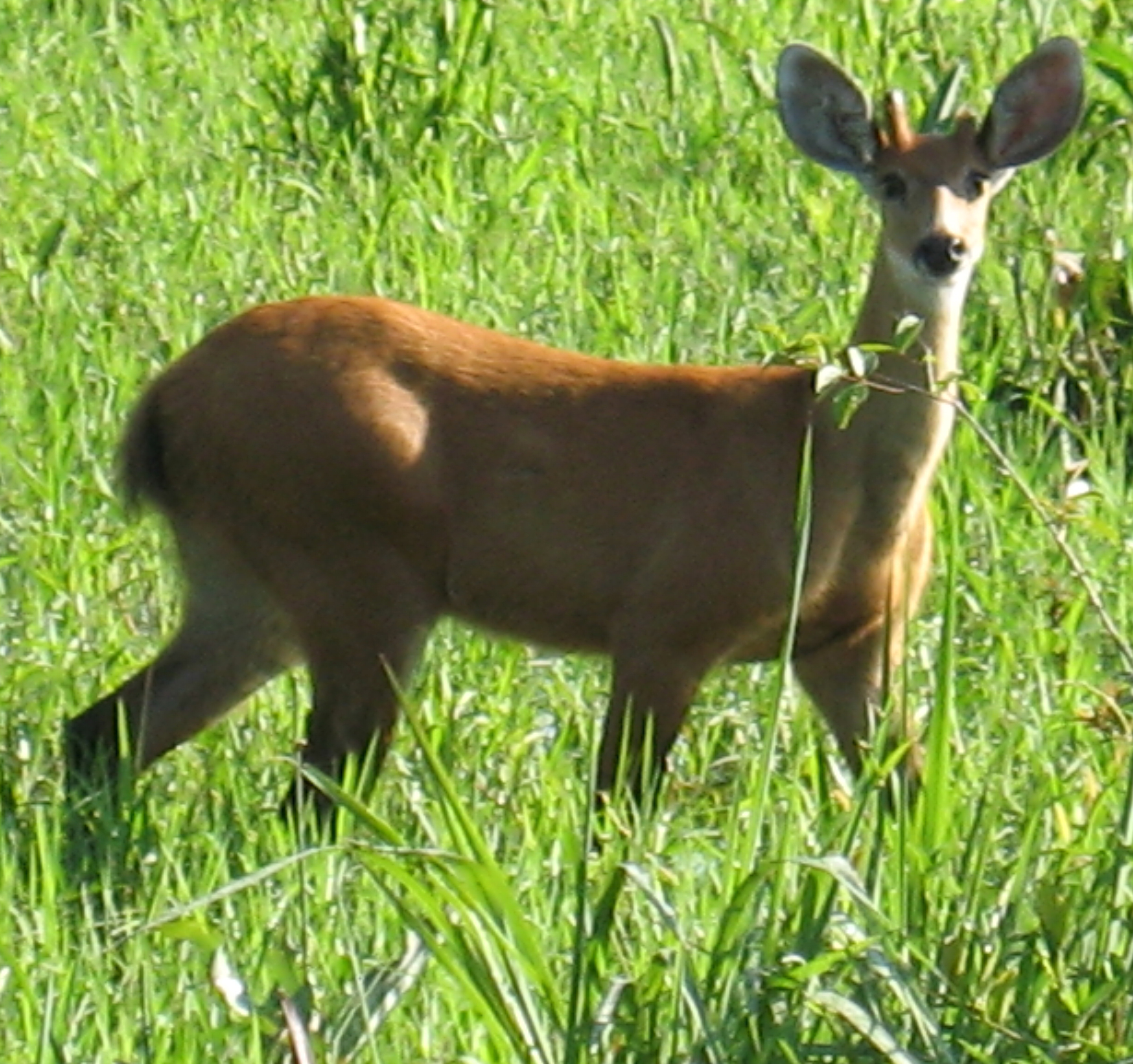
Cerb de mlaștină
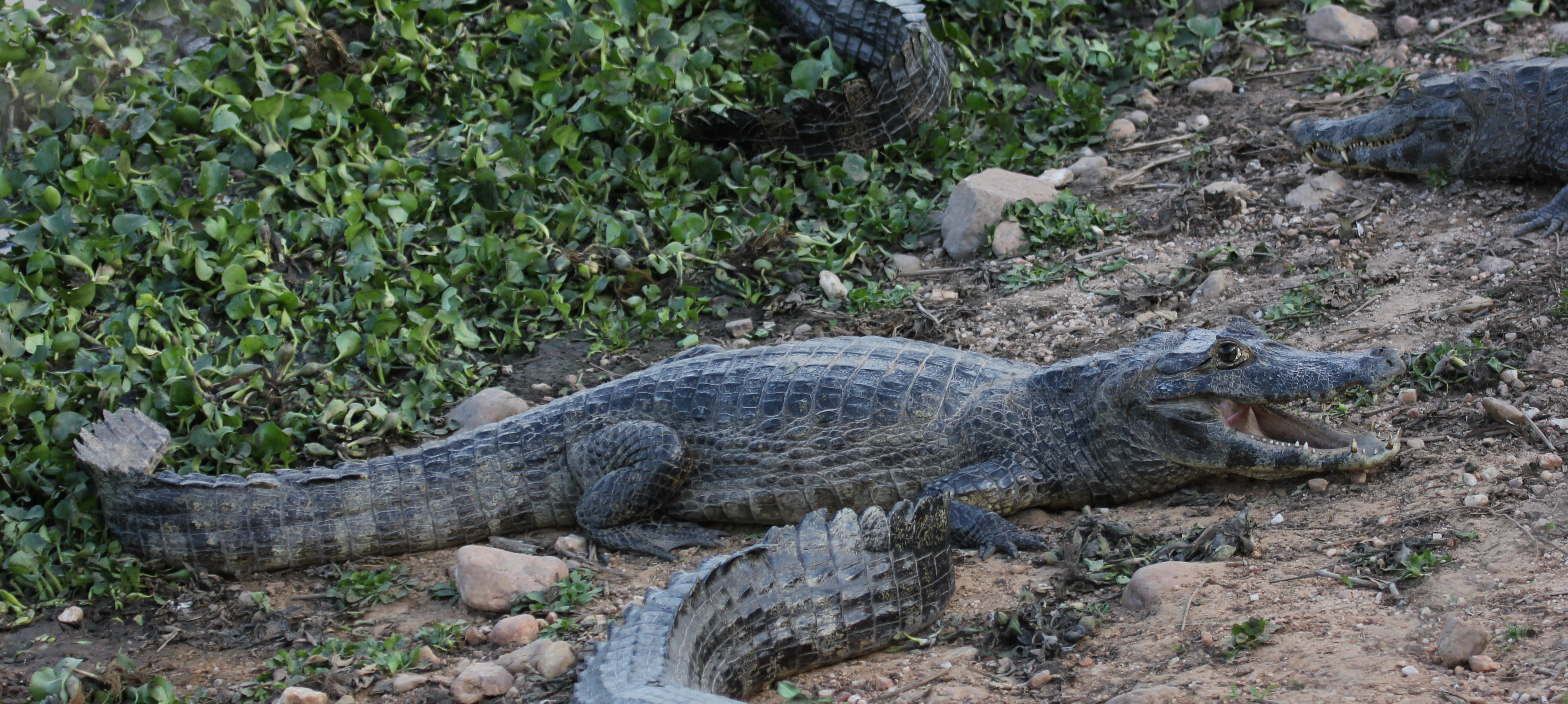
Caiman yacare